# Léon Gaumont
Léon Gaumont (ur. 10 maja 1864 w Paryżu  – zm. 9 sierpnia 1946 w Sainte-Maxime) – francuski wynalazca, przemysłowiec i jeden z pionierów kinematografii. W 1898 roku założył wytwórnię filmową Gaumont, obecnie najstarszą i największą wytwórnię filmową we Francji. W 1902 roku w wyniku połączenia w zsynchronizowaną całość kinematografu i fonografu, stworzył podstawy filmu dźwiękowego.